# Španělsko-americká válka
Španělsko-americká válka (25. dubna – 12. srpna 1898) byl vojenský konflikt mezi Spojenými státy americkými a Španělskem.
Válku vyprovokovaly Spojené státy podporující nezávislost Kuby a očekávající rozsáhlé územní zisky na úkor španělských zámořských držav. Jako casus belli posloužily snahy některých kubánských a filipínských nacionalistů o osamostatnění. Ovšem pro americkou veřejnost jím spíše bylo podezření, že španělští agenti způsobili výbuch na americké bitevní lodi USS Maine vedoucí k jejímu potopení (příčina výbuchu je záhadou dodnes). USA poslaly Španělsku ultimátum s požadavky na vyklizení Kuby a Filipín. Španělsko, které Kubu pokládalo spíše za španělskou provincii než za kolonii, na ně reagovalo vyhlášením války.
Střetnutí probíhalo naprosto jednostranně a skončilo zničující porážkou Španělska. Boje probíhaly na třech místech.
- Filipíny: španělské námořnictvo bylo rychle zničeno v Manilské zátoce a Američané oblehli Manilu, kterou se jim ale nepodařilo dobýt až do konce bojů. Poté ji americká vojska obsadila a neumožnila filipínským vojskům do ní vstoupit. (Což vedlo k dalším nepokojům)
- Guam: Během jediného dne bylo zajato všech 54 španělských vojáků, kteří ostrov bránili a odvezeno do filipínského zajateckého tábora.
- Kuba: Námořní bitva u Santiaga de Cuba byla jednoznačně v americké režii a všechny španělské lodi kromě jedné byly potopeny (zbývající loď potopila vlastní posádka). Pozemní kampaň vedla k obklíčení španělských sil v Santiagu a Guantánamu. Santiago bylo nakonec dobyto, ale většina ztrát byla způsobena přehřátím a žlutou zimnicí, v důsledku které byla americká vojska nedlouho po konci bojů evakuována.

## Příčiny

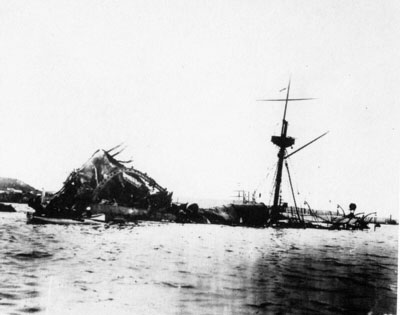
Potopená USS Maine v Havaně

Vztahy mezi Španělskem a USA byly napjaté už delší dobu před vypuknutím samotného konfliktu. USA si v rámci tzv. Monroeovy doktríny pokoušely udržovat zásadní vliv nad celou oblastí Latinské Ameriky. Španělsko jako bývalá námořní velmoc však ke konci 19. století mělo stále pod kontrolou několik velkých kolonií v Karibiku (Kuba, Portoriko) a západním Pacifiku (Filipíny, Guam) a omezovalo tak vliv USA v oblasti. Vážná diplomatická roztržka mezi oběma zeměmi vypukla už v roce 1873 při tzv. Virginiuském incidentu, při kterém Španělsko zajalo americkou loď Virginius a popravilo její posádku považujíce je za piráty. V letech 1897–98 negativní postoj americké veřejného mínění (výrazně podporován médii a politickým establishmentem) vůči španělské přítomnosti v Karibiku rapidně rostl. Oficiálním důvodem k tomu se stalo hlavně brutální španělské potlačování snah kubánských, portorických, ale i filipínských nacionalistů o nezávislost.
Konečným spouštěčem války se tak stalo dodnes neobjasněné potopení americké lodi USS Maine v havanském přístavu 15. února 1898. V USA navzdory neexistujícím důkazům převládlo mínění, že loď byla potopena díky sabotáži španělských agentů. Vláda prezidenta McKinleyho dala v dubnu Španělsku ultimátum, v jehož rámci se mělo okamžitě z Kuby stáhnout. Madrid toto ultimátum rozhořčeně odmítl a 21. dubna přerušil s USA diplomatické styky. Tentýž den začalo americké námořnictvo s blokádou Kuby, načež 23. dubna vyhlásilo Španělsko USA válku. Americký kongres vyhlášení války opětoval dva dny na to.

## Boje

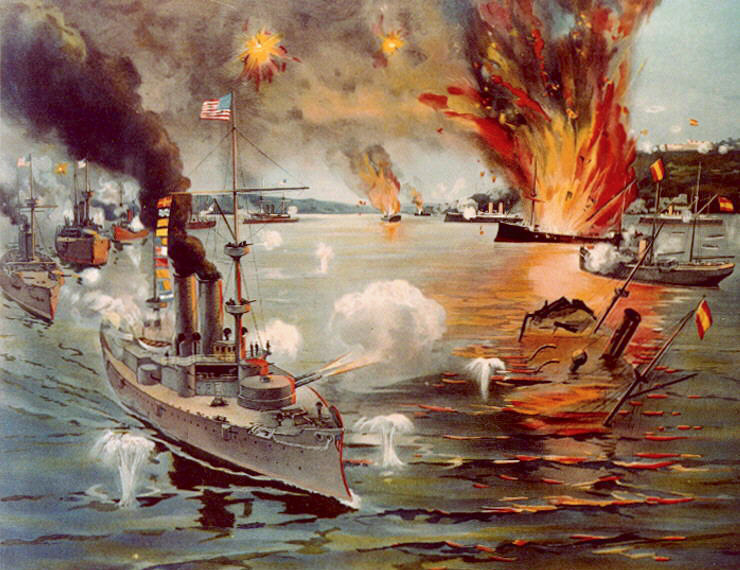
Námořní bitva v Manilské zátoce

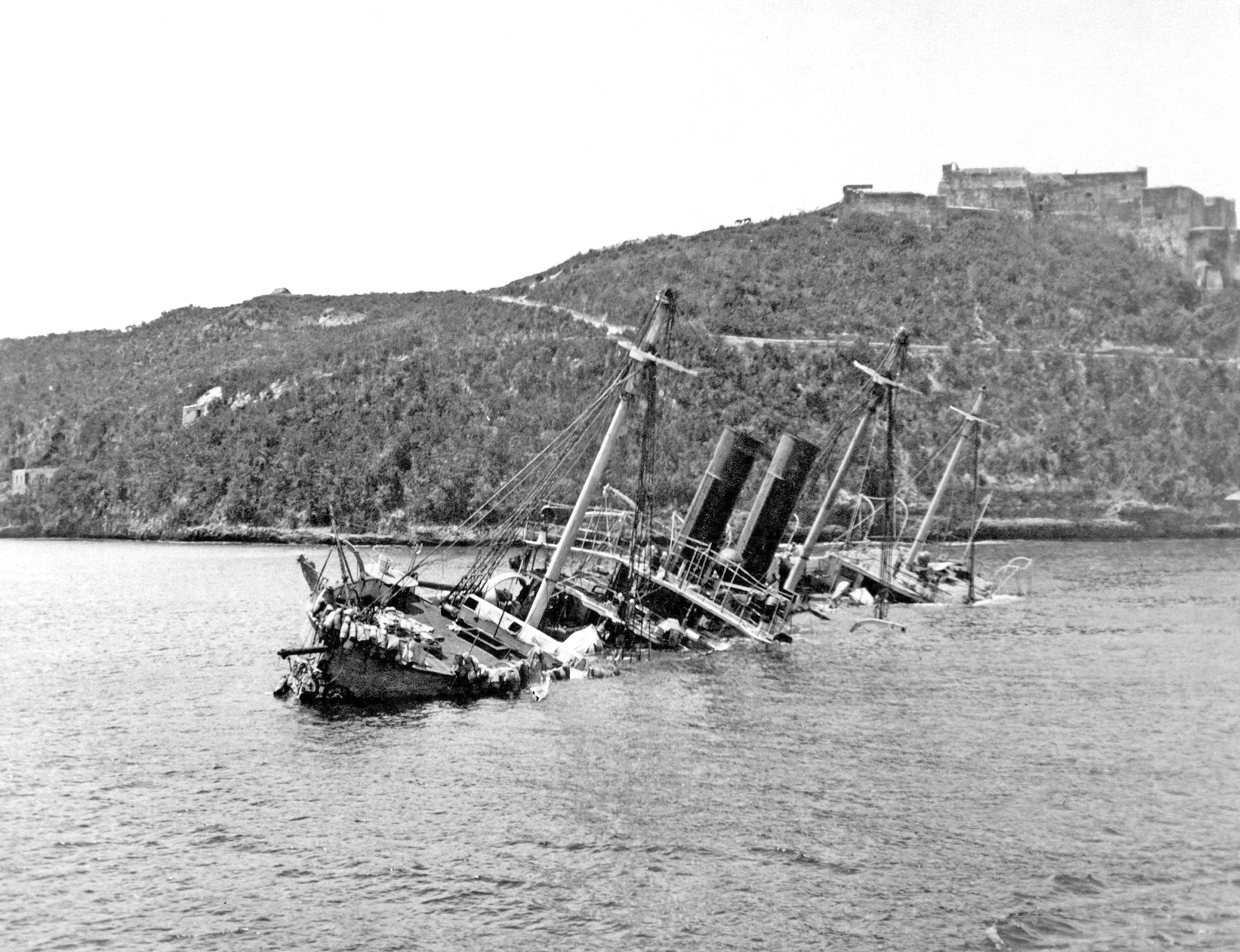
Potopená španělská loď Reina Mercedes v santiagském přístavu

Samotné boje měly poměrně rychlý spád a probíhaly hlavně v oblasti Kuby a Filipín. Válku rychle rozhodl fakt, že moderně vyzbrojené americké námořnictvo mělo značně navrch nad zastaralejšími loděmi Španělska. V pozemních bojích s lépe vyzbrojenými a organizovanými španělskými jednotkami Američané těžili jednak z rozsáhlé pomoci kubánských a filipínských separatistů, jednak z toho, že naprostá dominance Američanů na moři připravila španělské jednotky v koloniích o veškerou podporu a zásobování z domoviny, čímž se jejich situace stala neudržitelnou.
Už 1. května 1898 americké námořnictvo pod velením komodora George Deweyho a bez ztrát (pouze s devíti raněnými) obklíčilo a zcela zničilo španělskou flotu v manilské zátoce. S podporou filipínských bojovníků za nezávislost pod vedením Emilia Aguinaldo získala americká armáda v průběhu několika týdnů kontrolu nad většinou Filipínských ostrovů, aby se však vyhnula vážnějším ztrátám, přímo do hlavního města Manila (které bránilo 8 000 španělských vojáků) vstoupila až po oficiálním ukončení bojů 13. srpna.
21. června obsadilo americké námořnictvo prakticky bez boje ostrov Guam a zajalo na něm celou 54člennou španělskou vojenskou posádku.
Boje na Kubě probíhaly hlavně ve východní části ostrova – v blízkosti vojensky důležitého přístavu Santiago de Cuba. Mezi 6. až 10. červnem provedla americká námořní pěchota s podporou loďstva invazi v zátoce Guantánamo a úspěšně ji zajistila. První pozemní výsadky nedaleko Santiaga uskutečnila americká vojska 22. června. 1. července došlo v blízkosti Santiaga ke dvěma velkým bitvám (bitva o  San Juan Hill a bitva o El Caney), v nichž americká vojska s významnou pomocí kubánských rebelů porazily španělskou předsunutou obranu města. 3. července došlo k největší námořní bitvě této války, když americké námořnictvo úplně zničilo španělskou karibskou flotu, která se pokoušela uniknout ze santiagského přístavu, aby se vyhnula zajetí při blížícím se pádu města. Vojenská posádka Santiaga definitivně kapitulovala 17. července.
Američané se 25. července vylodili i na ostrově Portoriko, zde však neměli velkou podporu místního odboje a do konce války zajistili jen část ostrova.
Španělsko, prakticky úplně poraženo v námořních bitvách, bez možnosti poskytnout pomoc svým vojskům stále bojujícím na Kubě, Filipínách a Portoriku, souhlasilo se zastavením bojů a s pomocí francouzského zprostředkování se s USA dohodlo na příměří, které vstoupilo v platnost 12. srpna. Válka oficiálně skončila 10. prosince 1898, kdy obě strany podepsaly v Paříži mírovou dohodu.

## Následky

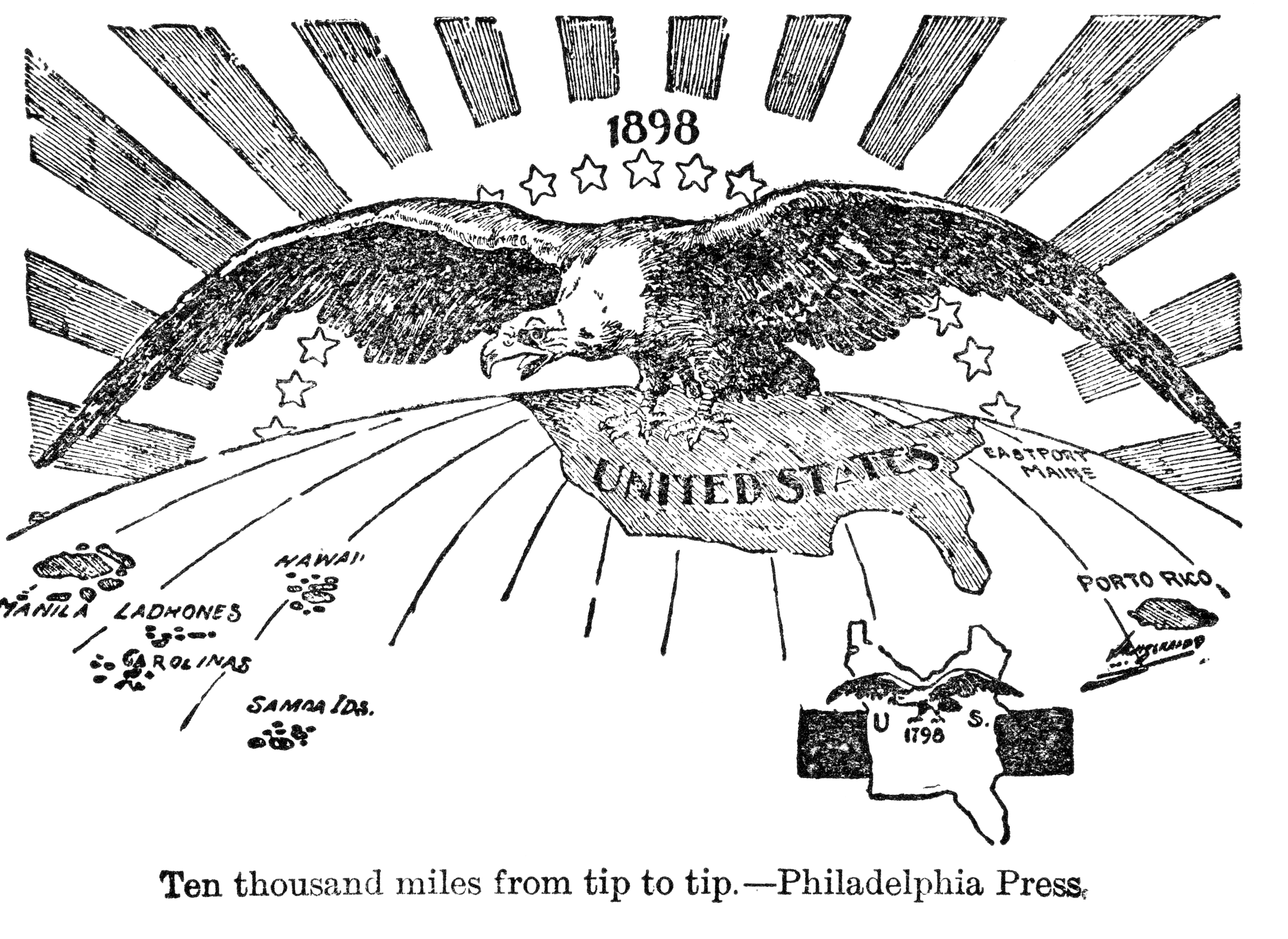
Karikatura ilustrující rozšíření dominance Spojených států po španělsko-americké válce

Válka měla pro kdysi hrdé španělské impérium katastrofální následky. Španělsko přišlo o více než 3 000 vojáků a 500 námořníků, jeho kdysi silné pacifické a karibské námořní floty byly zcela zničeny. Španělsko muselo po ztrátě většiny svých velkých válečných lodí přistoupit na pařížskou mírovou smlouvu, v jejímž rámci předalo Spojeným státům Kubu, Portoriko a část Španělské Východní Indie (Filipíny a Guam). Zbytek španělské pacifické kolonie byl prodán Německu, které nově koupené území začlenilo do své kolonie Německá Nová Guinea.
Pro Spojené státy válka naopak znamenala velký úspěch, díky kterému si výrazně upevnily své mocenské postavení na celé západní polokouli. V pozemních bojích sice ztratily přes 3 000 vojáků, ale bez ztráty jediné lodě a jen se 16 mrtvými námořníky se ukázaly jako nová námořní mocnost. Od Španělska přebraly kontrolu nad Kubou, Portorikem, ostrovem Guam a Filipínami. Zde se však zároveň zakrátko ukázaly skutečné důvody amerického tažení. Přestože oficiálním casus belli před válkou byla hlavně podpora kubánských a filipínských snah o nezávislost, již krátce po válce začala americká vojska obě země okupovat a USA pod různými záminkami jejich snahy o samostatnost odmítly. USA následně v rámci tzv. banánových válek spustily ozbrojenou kampaň proti stejným rebelům, kteří jim předtím pomáhali v bojích proti Španělsku. Obzvlášť tragické následky to mělo pro Filipíny, kde v následné filipínsko-americké válce (1899–1902) zahynulo přes 200 000 lidí, přičemž USA zemi následně okupovaly až do roku 1935 (definitivní nezávislost Filipíny získaly až po druhé světové válce).
Během španělsko-americké války roku 1898 byla Spojenými státy vojensky obsazena a anektována nezávislá Havajská republika, ostrovní stát v Tichomoří mající strategicky výhodnou polohu.

### Související hesla
- Malá válka (Kuba)
- Americká vojenská vláda na Kubě
- Pařížská mírová smlouva (1898)
- Německo-španělská smlouva (1899)